# José Alberti
José Alberti, vollständiger Name José Alberti Loyarte, (* 29. März 1997 in Montevideo oder Las Piedras) ist ein uruguayischer Fußballspieler.

## Karriere
Der 1,72 Meter große Mittelfeldakteur Alberti spielte seit 2011 für die Nachwuchsmannschaften von Juventud. Bereits in der Clausura 2016 stand er zweimal im Spieltagskader des Profiteams, ohne jedoch letztlich eingesetzt zu werden. Am 28. August 2016 debütierte er bei den Profis in der Primera División, als er von Trainer Jorge Giordano am 1. Spieltag der Spielzeit 2016 beim 2:0-Heimsieg gegen Sud América in die Startelf beordert wurde. Während der Saison 2016 kam er 13-mal (kein Tor) in der Liga zum Einsatz. In der laufenden Saison 2017 absolvierte er bislang (Stand: 10. August 2017) 16 Erstligaspiele (ein Tor).